# Antón Arrufat

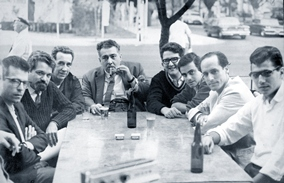
Luis Rogelio Nogueras, Antón Arrufat, Pablo Armando Fernández, Mariano Rodríguez, José Lezama Lima, Heberto Padilla, Sigifredo Álvarez Conesa, Roberto Fernández Retamar y Víctor Casaus, junge Autoren, Havanna, ca. 1950

Antón Arrufat Mrad (* 14. August 1935 in Santiago de Cuba; † 21. Mai 2023 in Havanna) war ein kubanischer Dramaturg und Schriftsteller.

## Biografie
Arrufat entstammt väterlicherseits einer aus Katalonien eingewanderten Familie, während die Familie seiner Mutter libanesische Wurzeln hat. 1947 zog Arrufat mit seiner Familie von seiner Geburtsstadt Santiago in die Hauptstadt Havanna um, wo er 1955 seinen Sekundarschulabschluss (bachillerato) erwarb.
Nach einem längeren Aufenthalt in den USA kam Arrufat nach der Revolution nach Kuba zurück.
Arrufat fungierte als Testamentsvollstrecker seines Freundes Virgilio Piñera und rettete dadurch größtenteils dessen literarisches Werk.
Er lebte als Schriftsteller in Havanna, wo er am 21. Mai 2023 im Alter von 87 Jahren starb.

## Ehrungen
- 2000 Premio Nacional de Literatura de Cuba
- 2000 Premio Alejo Carpentier für den Roman „La noche del aguafiestas“.

## Werke (Auswahl)
Lyrik
- Escritos en las puertas. 1967.
- La huella en la arena. 1986.
- Repaso final. 1963.

Romane
- La caja está cerrada. 1984.
- La noche del aguafiestas. 2000.
- ¿Que harás despues de mí?

Theaterstücke
- El caso se investiga.
- La divina Fanny.
- La repetición. 1968.
- Los siete contra Tebas. 1968 (frei nach Aischylos’ „Sieben gegen Theben“).
- La tierra permanente. 1987.
- Todos los amigos. 1965.
- El vivo al pollo.

Werkausgabe
- Teatro. 1963.

Autobiografie
- Virgilio Piñera: Entre él y yo. UNEAC, Havanna 1994